# خوسه ناسابال
خوسه ناسابال (اسپانیایی: José Nazabal‎؛ زادهٔ ۱ ژوئیهٔ ۱۹۵۱) دوچرخه‌سوار اهل اسپانیا است. وی در مسابقات تور دو فرانس شرکت کرده است.